# La Sagrada
La Sagrada település Spanyolországban, Salamanca tartományban. La Sagrada Abusejo, San Muñoz, Carrascal del Obispo, Sanchón de la Sagrada, Berrocal de Huebra és Tamames községekkel határos. Lakosainak száma 82 fő (2024).

## Népesség
A település népessége az elmúlt években az alábbi módon változott:
| Lakosok száma | 183  | 165  | 156  | 146  | 125  | 119  | 109  | 95   | 88   | 82   |
|               | 2001 | 2004 | 2007 | 2009 | 2012 | 2014 | 2017 | 2019 | 2022 | 2024 |